# European Union Public Licence
European Union Public Licence (EUPL) は、欧州委員会によって作成され承認された自由ソフトウェアライセンスである。このライセンスは、欧州連合の 23 の公用語で利用できる。どの言語バージョンでも有効性は同じである。最新バージョンの EUPL v1.2 は、2017 年 5 月に公開された。v1.2 の改訂版ドキュメントは、2021 年後半に発行された。
2008 年 10 月に欧州 Open Source Observatory and Repository (OSOR) が立ち上げられて以来、ソフトウェアはEUPL に基づいてライセンスされている。OSOR は現在、Joinup コラボレーション プラットフォームの一部となっている。 EUPL は個人でも利用できるが、主な利用者は政府、行政機関、地方自治体である。

## 歴史
EUPLはもともとIDABCプログラムの枠組みで開発されたソフトウェアの配布に使用することを意図していたが、その汎用性から、あらゆるソフトウェア開発者が使用することにも適していた。その主な目標として、GNU General Public Licenseなどの一般的な自由ソフトウェアライセンスとの互換性を維持しながら、欧州連合加盟国の著作権法に準拠することに重点を置いている。最初に言及されているIDABCソフトウェアパッケージは、CIRCAグループウェア、IPM、およびeLink G2G、G2C、G2B仕様のソフトウェアである。

## 他のオープンソース/自由ソフトウェアライセンスとの比較
EUPLは、国際的な管理機関によって公開された最初のオープンソースライセンスである。このライセンスの目標は、欧州連合の23の公用語で利用可能なオープンソースライセンスを作成し、欧州連合加盟国の既存の著作権法に確実に準拠することである。
このライセンスは、他のオープンソースライセンスを念頭に置いて開発されており、対象となる作品を大規模な作品に組み込む場合に、次のライセンスの下で再リリースすることを明示的に許可している。
| 明示的なライセンスの互換性                    | 追加されたバージョン                 |
| --------------------------------------------- | ------------------------------------ |
| GNU General Public License (GPL) v. 2 & v. 3  | GPL v2: EUPL v1.0, GPL v3: EUPL v1.2 |
| Open Software License (OSL) v. 2.1, v. 3.0    | EUPL v1.0                            |
| Common Public License v. 1.0                  | EUPL v1.0                            |
| Eclipse Public License v. 1.0                 | EUPL v1.0                            |
| CeCILL v. 2.0 & V 2.1                         | EUPL v1.0                            |
| Mozilla Public License v. 2                   | EUPL v1.2                            |
| LGPL v2.1 & V3                                | EUPL v1.2                            |
| LiLIQ-R & LiLIQ-R+                            | EUPL v1.2                            |
| GNU Affero General Public License (AGPL) v. 3 | EUPL v1.2                            |

他の多くのOSI承認ライセンスはEUPLと互換性がある。JOINUPは、すべてのOSI承認ライセンスとEUPL間の一般的な互換性の一覧表を公開している。
EUPLライセンスの概要とその特徴についてはOSS-Watchに掲載されている。
2020年に欧州委員会はJoinup Licensing Assistantを公開した。これにより、50以上のライセンスの選択と比較が可能になり、SPDX識別子と全文にアクセスできるようになった。

## バージョン
EUPL v1.0は2007年1月9日に承認された。
EUPL v1.1は2009年1月9日に欧州委員会によって承認された。EUPL v1.1は2009年3月からOSIに認定を受けている。
EUPL v1.2は2017年5月に公開された。EUPL v1.2は2017年7月にOSIから認定された。

### バージョン 1.2
EUPL v1.2は2013年6月から準備され、その決定プロセスは2016年に開始され、2017年5月19日にリリースされた。EUPL v1.2の主な目的は、付録の互換性のあるライセンスを更新して、GNU GPLv3やAGPLv3などの新しい一般的なライセンスをカバーすることである。
EUPL v.1.1によれば、欧州委員会は、ライセンスによって付与される権利の範囲を縮小することがなく、必要かつ合理的である限り、EUPLの他言語バージョンや新しいバージョンを公開することができる。ソフトウェアが明示的に「EUPL v.1.1のみ」の下でリリースされた場合、将来のアップグレードは自動的には適用されない。
新しい規定は、ソフトウェア配布におけるアプリケーションサービスプロバイダの抜け穴をカバーしている: 配布や（ソフトウェアの）通信には、オンラインでの「基本的な機能へのアクセス」の提供が含まれる。
EUPL v1.2 の重要な特徴は、GPL とは異なり、EUPL の付録に記載されている他のすべての相互ライセンスと互換性があることである。互換性とは、対象となるコードを互換性のあるライセンスのコードとマージした後、結果として得られる派生作品を互換性のあるライセンスの下で配布できることを意味する。
EUPL のもう1つの特徴は、静的・動的リンクのいずれの場合も「ウイルス性」がなく相互運用可能であることである。これは現在、Computer Programs Directive (Directive 91/250 EEC または 2009/24) に従って、欧州法と国内法に依存している。この序文10では相互運用性が定義されており、序文15では2つのプログラムを相互運用可能にするために必要なコードをコピー、翻訳、または改変できると規定されている。
たとえば、プログラムA(書き込まれたばかりの新しいオリジナルコード) とプログラムB (サードパーティによってライセンスされたプログラム) があるとする。Aの開発者/ライセンサーはBの正当な所有者または受領者でもあるため、著作権を侵害することなく、またBの著作権所有者の許可なしに、Bの必要なコード (プログラムBの API や必要なデータ構造など) をAで複製できる。Aのライセンサーは、プログラムBのライセンスによって課せられた条件や制限に縛られることなく、これを実行および配布できる。これは、プログラムBの通常の使用と互換性を保つ必要がありBの著作権所有者の正当な利益を害してはならない。
「条項」とは異なり、指令の「前文」は、国内法にそのまま転用されることはない。ただし、前文は欧州法の一部である。前文は、法律の範囲と根拠を理解するために役立ち、場合によっては、裁判所が法律を解釈するために使用する。EUの指令および規則の前文は、独立した法的価値を持つとは考えられていないが、曖昧な条項の範囲を拡大することができる。前文は、明確な条項の範囲を制限することはできないが、条項の性質を決定したり、新しい状況に適応させたりするために使用できる。

### 相互運用性
「強いコピーレフト」という概念のさまざまな特質を区別することが重要である。GPL/AGPL ライセンサーの視点に立つと、これは相互運用性 (他のソフトウェアを対象コードにリンクすると複合派生物が作成されるという理論による) と互換性 (派生物に別のライセンスを付与できないため、非互換性が生じる可能性がある) に関する制限と条件を意味する。EU 法に依存する EUPL のビジョンはまったく逆である。リンクによって派生物が作成されることはなく、異なるライセンスのソースコードをマージする必要がある場合、結果として得られる派生物には互換性のあるライセンスを適用できる。それらのいくつか( MPLなど) では、コピーレフトは「弱い」ことが知られているが、これは影響しない。なぜなら、EUPL によると、互換性のあるライセンスの条項が EUPL の条項と矛盾する場合は、互換性のあるライセンスが優先されるからである。互換性のあるライセンスはどれも、EUPL によって実装された強力な相互性 (ネットワーク経由で配布された場合でも、派生物のソースコードを公開および共有する義務) を禁止していないため、EUPL から生じるコピーレフトは強力であると考えられる。このため、ドイツの弁護士 Niklas Plutte は、EUPL 用に「相互運用可能なコピーレフトライセンス」という新しいカテゴリを作成した。

### 哲学
2023年11月、相互運用可能な欧州法の採択の枠組みの中で公開されたディスカッションペーパー「7つの知恵の柱」が、EUPL-1.2の執筆者によって議論のために提案され、EUPLテキストの背景にある哲学を説明している。

## Member states policies
2010 年以降、EU加盟国は、適切な場合に公共部門アプリケーションのオープンソース配布を奨励することを目的としたポリシーを採用、改訂している。EUPLは、これらのポリシーの一部で正式に言及されている。
- スペイン
- エストニア.
- スロバキア
- フランス Code of Relations between the Public and the Administration, Article D323-2-1[29]

## References
1. ↑  “ausweisapp2 in Debian Package Tracker”. Debian Package Tracker. 2020年1月3日時点のオリジナルよりアーカイブ。2025年1月22日閲覧。
2. 1 2 3  “European Union Public License v. 1.2 added to license list”. Free Software Foundation (2018年6月26日). 2018年8月2日閲覧。
3. 1 2 3  “Various Licenses and Comments about Them”. The GNU Operating System and the Free Software Movement (2018年6月26日). 2018年8月2日閲覧。
4. ↑  OSI approval published on Joinup
5. ↑  “EUPL 1.1”. 2025年1月22日閲覧。
6. ↑  
Schmitz, Patrice-Emmanuel (30 September 2021). European Union Public Licence (EUPL) Guidelines July 2021 — NO-08-21-281-EN-N. Brussels, Belgium: Directorate-General for Informatics, European Commission. doi:10.2799/77160. ISBN 978-92-76-41527-5 Landing page.
7. ↑  “Joinup forge”. 2016年4月4日時点のオリジナルよりアーカイブ。2016年4月4日閲覧。
8. ↑  “Osor.eu migration”. 2012年6月10日時点のオリジナルよりアーカイブ。2012年6月13日閲覧。
9. ↑  SCHMITZ, Patrice-Emmanuel (2009年8月24日). “EUPL or GPLv3? A comparison t… | Interoperable Europe Portal” (英語). interoperable-europe.ec.europa.eu. 2024年11月28日閲覧。
10. ↑  Overview of the IDABC project.
11. ↑  CIRCA groupware
12. ↑  IPM technical architecture
13. ↑  IPM EUPL
14. ↑  eLink
15. ↑  - European Union Public License[リンク切れ]
16. ↑  Matrix of EUPL compatible licences
17. ↑  The EUPL - An Overview by Rowan Wilson, last updated 9 September 2012 (EUPL v1.1 only)
18. ↑  “Joinup Licensing Assistant”. 2020年3月31日閲覧。
19. ↑  EUPL v1.0 was published on 9 January 2007
20. 1 2  “Introduction to the EUPL licence | Joinup” (英語). joinup.ec.europa.eu. 2017年11月20日閲覧。
21. ↑  “Commission Implementing Decision (EU) 2017/863”. 2025年1月28日閲覧。
22. ↑  “Public Consultation on the draft EUPL v 1.2 has been fruitful” (2013年3月20日). 2015年12月3日閲覧。
23. 1 2  “Public Consultation on the draft EUPL v1.2”. 2015年12月24日時点のオリジナルよりアーカイブ。2015年12月3日閲覧。
24. ↑  “Understanding the EUPL v1.2 | Joinup”. 2017年12月1日時点のオリジナルよりアーカイブ。2017年11月27日閲覧。
25. ↑  See Article 1 of the EUPL 1.2 last subpoint, definition of ‘Distribution’ and ‘Communication’.
26. ↑  License compatibility in the case of static and dynamic linking.
27. ↑  “Open Source Software Recht: Große FAQ mit vielen Praxistipps” (2019年11月10日). 2020年3月31日閲覧。
28. ↑  Schmitz, Patrice-Emmanuel (2023年11月23日). “The seven pillars of wisdom”. Joinup 2024年3月25日閲覧。
29. ↑  Schmitz, Patrice-Emmanuel (2021年12月3日). “The EUPL is a 'Legal Licence' in France”. Joinup 2021年12月6日閲覧。